# Scuderia Ferrari
Scuderia Ferrari, conocida por motivos de patrocinio como Scuderia Ferrari HP, es la división deportiva (Gestione Sportiva) de automóviles Ferrari encargada de las competiciones de automovilismo en Fórmula 1 y en el Campeonato Mundial de Resistencia de la FIA. Es la escudería más longeva y el equipo en activo más antiguo de Fórmula 1, el más exitoso y el que ha conseguido más victorias (246), más veces el Campeonato Mundial de Pilotos (15) y el Campeonato Mundial de Constructores (16). 
La primera participación de Ferrari en Fórmula 1 fue en el Gran Premio de Mónaco de 1950, con el Tipo 125 F1. Ferrari es considerado uno de los cuatro grandes equipos de Fórmula 1, junto con Williams, McLaren y Mercedes. Ha contado con muchos de los pilotos más destacados de la historia de la Fórmula 1 como Alberto Ascari, Juan Manuel Fangio, Niki Lauda, Gilles Villeneuve, Nigel Mansell, Alain Prost, Michael Schumacher, Kimi Räikkönen, Fernando Alonso y Sebastian Vettel, entre otros. Los pilotos actuales son Charles Leclerc y Lewis Hamilton.
En sport prototipos y gran turismos, Ferrari ha obtenido diez victorias absolutas en las 24 Horas de Le Mans, ocho en la Mille Miglia y siete en la Targa Florio; además, ha conquistado once títulos de constructores en el Campeonato Mundial de Resistencia.

## Historia

### Inicios
En 1919, un joven Enzo Ferrari debuta como piloto en una competición de automovilismo Parma-Berceto. Diez años después, en 1929, Enzo funda la sociedad deportiva Scuderia Ferrari para ocuparse de la gestión deportiva de la gigante Alfa Romeo. La marca se conoce como tal en 1933 cuando los autos modificados por Enzo empiezan a correr bajo la insignia de la escudería Ferrari. La situación en pocos años se complica para la Scuderia, los autos alemanes bajo el fuerte auspicio del gobierno nazi arrasan en las pistas, por lo que Alfa Romeo retoma directamente la gestión deportiva, fundando Alfa Corse.
Enzo Ferrari se retira de Alfa Romeo y funda Auto Avio Construzioni. No pudo usar su apellido hasta 4 años después por una cláusula del contrato que había firmado con Alfa Romeo. El primer modelo fue el 815 construido en 1940, con el que Ferrari ganó la Mille Miglia. Pero de nuevo el desarrollo de Ferrari se ve bruscamente interrumpido cuando estalla la Segunda Guerra Mundial. Los técnicos y dirigentes de la Auto Avio Construzioni se ven obligados a construir material bélico por orden del gobierno, también son obligados a moverse a 16 kilómetros al sur de Módena, a Maranello, lugar donde hoy en día todavía permanece la Scuderia Ferrari.
La guerra termina y en 1947 ya con la posibilidad de usar su apellido, su emblema característico (el cavallino rampante), y su taller reconstruido en Maranello, nace la Scuderia Ferrari tal como la conocemos hoy en día. Su primer auto fue el Modelo 125 con un motor de litro y medio. Ferrari estrena su coche en Piacenza, Italia, el 11 de mayo de 1947, la Ferrari lideró toda la carrera pero a solo tres vueltas del final se rompe la bomba de combustible. Enzo llamaría a la 125 como "un fracaso prometedor".

### Años 1950: Primeros triunfos con Alberto Ascari, Juan Manuel Fangio y Mike Hawthorn

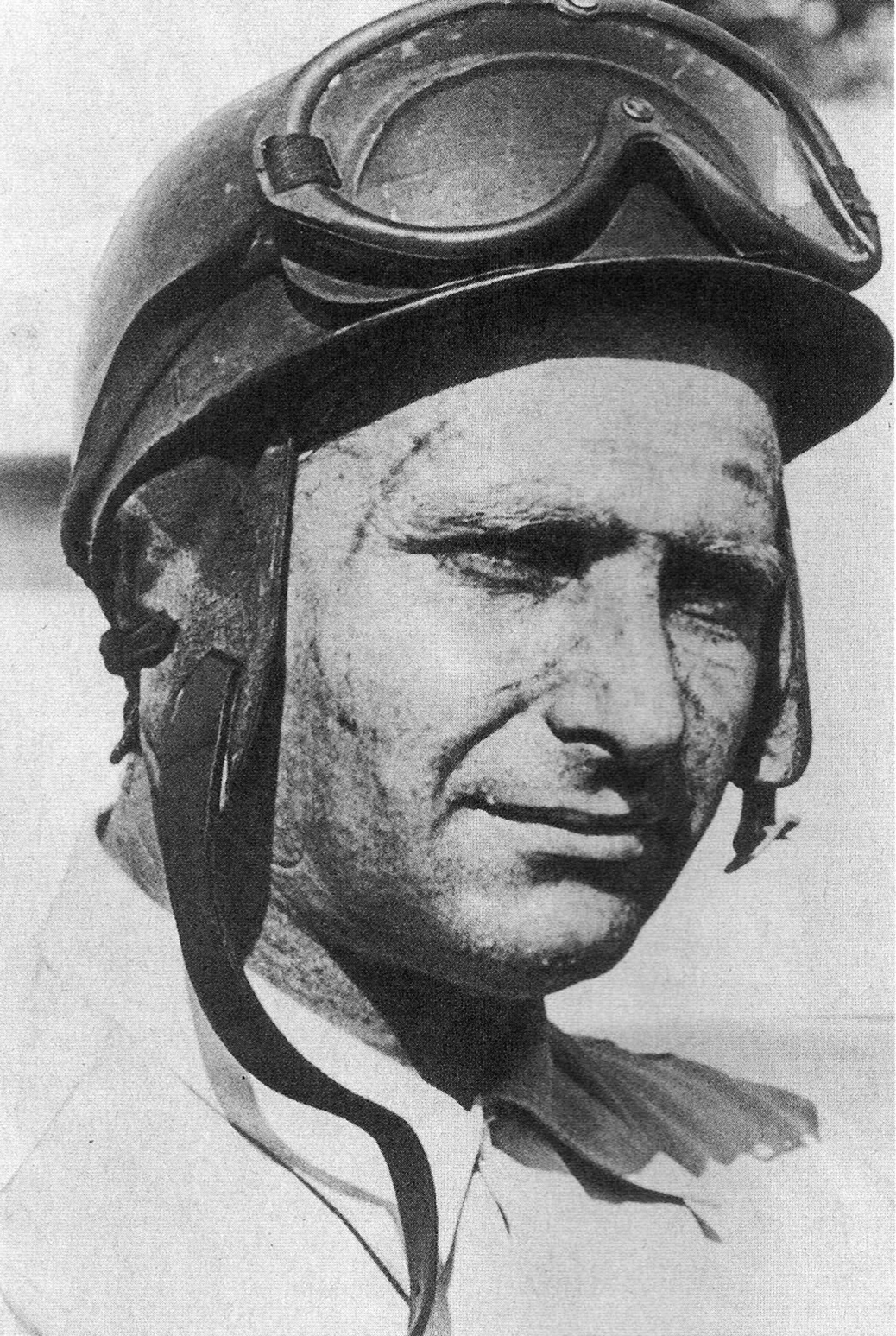
Juan Manuel Fangio. 1952

La primera presentación oficial de una Ferrari en la Fórmula 1, fue en el circuito de Mónaco en 1950, con la Ferrari 125 de 1500 centímetros cúbicos. Fue conducido por Alberto Ascari, logrando un segundo lugar.
Pero no sería hasta la carrera celebrada en Silverstone el 14 de julio de 1951, con el argentino José Froilán González, que la Scuderia obtendría su primera victoria en el calendario del campeonato Fórmula 1. Un año después, en 1952, Ascari conquistó el título mundial de Pilotos al volante de la Ferrari 500 F2. En 1953 Ferrari ganó siete de las nueve carreras del año y por supuesto se hicieron con el campeonato mundial de pilotos, el segundo y último para Alberto Ascari; título que repetirían en 1956 con el argentino Juan Manuel Fangio y en 1958 con Mike Hawthorn.

### Años 1960: Otros dos campeonatos más (Phil Hill y John Surtees)
En 1961 Ferrari se presenta por primera vez con la denominación Scuderia Ferrari SpA SEFAC (siglas del término Societá Esercizio Fabbriche Automobili e Corse, Sociedad de Operación de Fábricas de Automóviles y Carreras). Este año gana su quinto campeonato de pilotos y el primero de constructores con la dupla de Phil Hill y Wolfgang von Trips, quien en la penúltima carrera del año tuvo un accidente fatal. En 1964 Ferrari repite el triunfo en los dos campeonatos pero esta vez con John Surtees en un 158 de 8 cilindros construido por un joven Mauro Forghieri (quien permanecería en el equipo hasta finales de los 80). Durante las dos últimas carreras de ese año, Ferrari pintó sus autos de azul y blanco (retirando el tradicional color rojo) y los dejó en manos del equipo NART, como protesta contra las autoridades italianas de automovilismo.

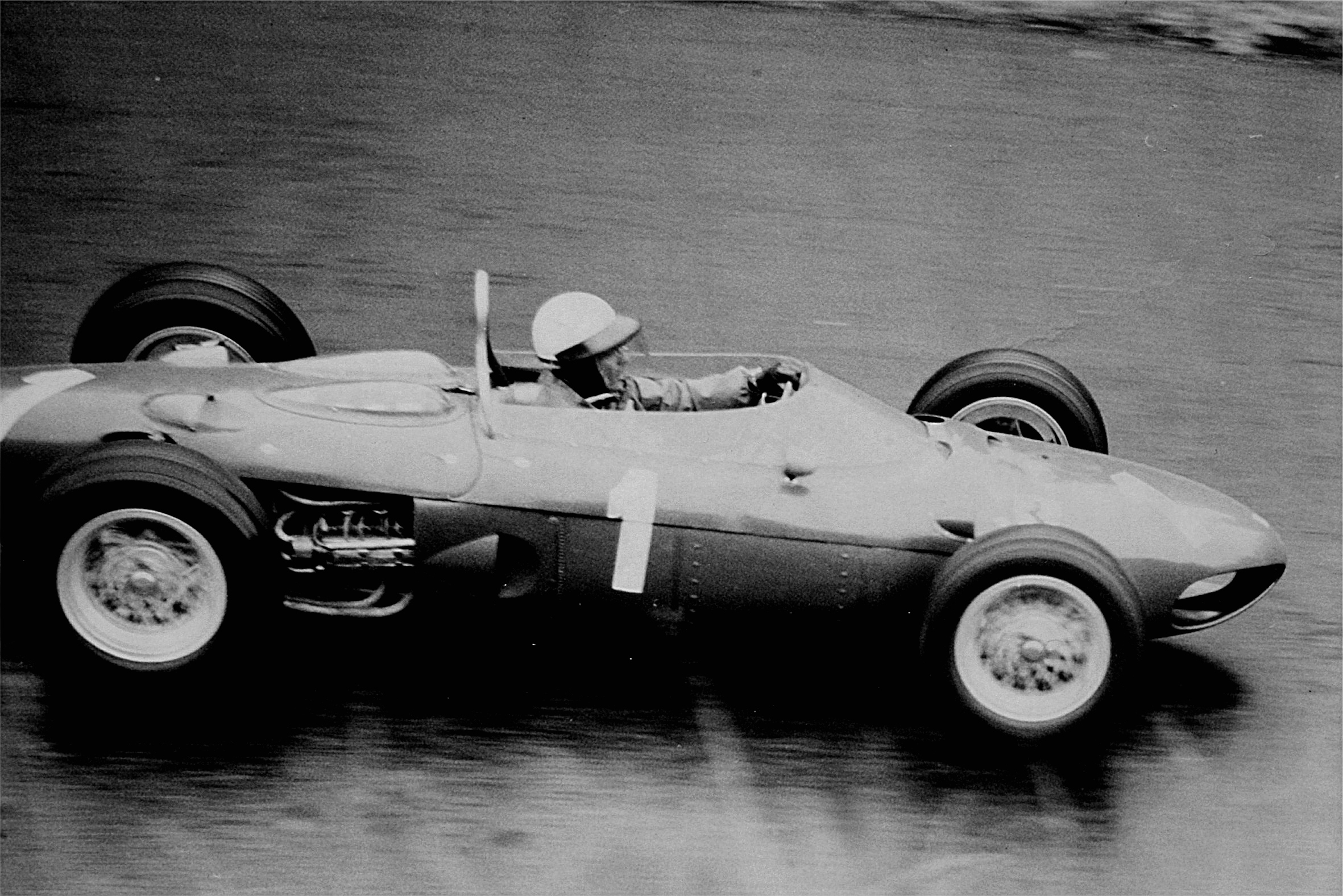
Phil Hill en 1962.

### Años 1970: Los años de Niki Lauda y Jody Scheckter
Siguió un largo periodo sin triunfos para la escudería. Hubo de pasar 11 años para que Niki Lauda en 1975 ganara el campeonato de pilotos y de constructores con la Ferrari 312T y neumáticos Goodyear. En 1976 Lauda sufre un grave accidente en Nürburgring, y debido a que James Hunt (piloto de la escudería inglesa McLaren) lo supera por pocos puntos en el GP de Japón, la Scuderia solo logra el campeonato de constructores. Un año después Lauda gana el campeonato de pilotos y de constructores, el quinto para Ferrari. Las relaciones de Ferrari y Lauda se complican por el rechazo de Lauda a la incorporación de un tercer coche conducido por el entonces desconocido Gilles Villeneuve.
Es destacable la gran labor de Carlos Reutemann en 1978, triunfando en 4 GPs, a pesar del dominio indiscutible del equipo Lotus con el modelo Lotus 79 en manos de Mario Andretti y Ronnie Peterson.
Sería Gilles Villeneuve, un piloto temerario y valiente, quien se convertiría en todo un héroe para los aficionados al deporte motor, en especial a los seguidores de la escudería Ferrari. A pesar de no ganar un campeonato del mundo, sus maniobras en pista como su lucha con René Arnoux en el Gran Premio de Francia de 1979, se han convertido en referente del espíritu de lucha característico de la Scuderia de Maranello.

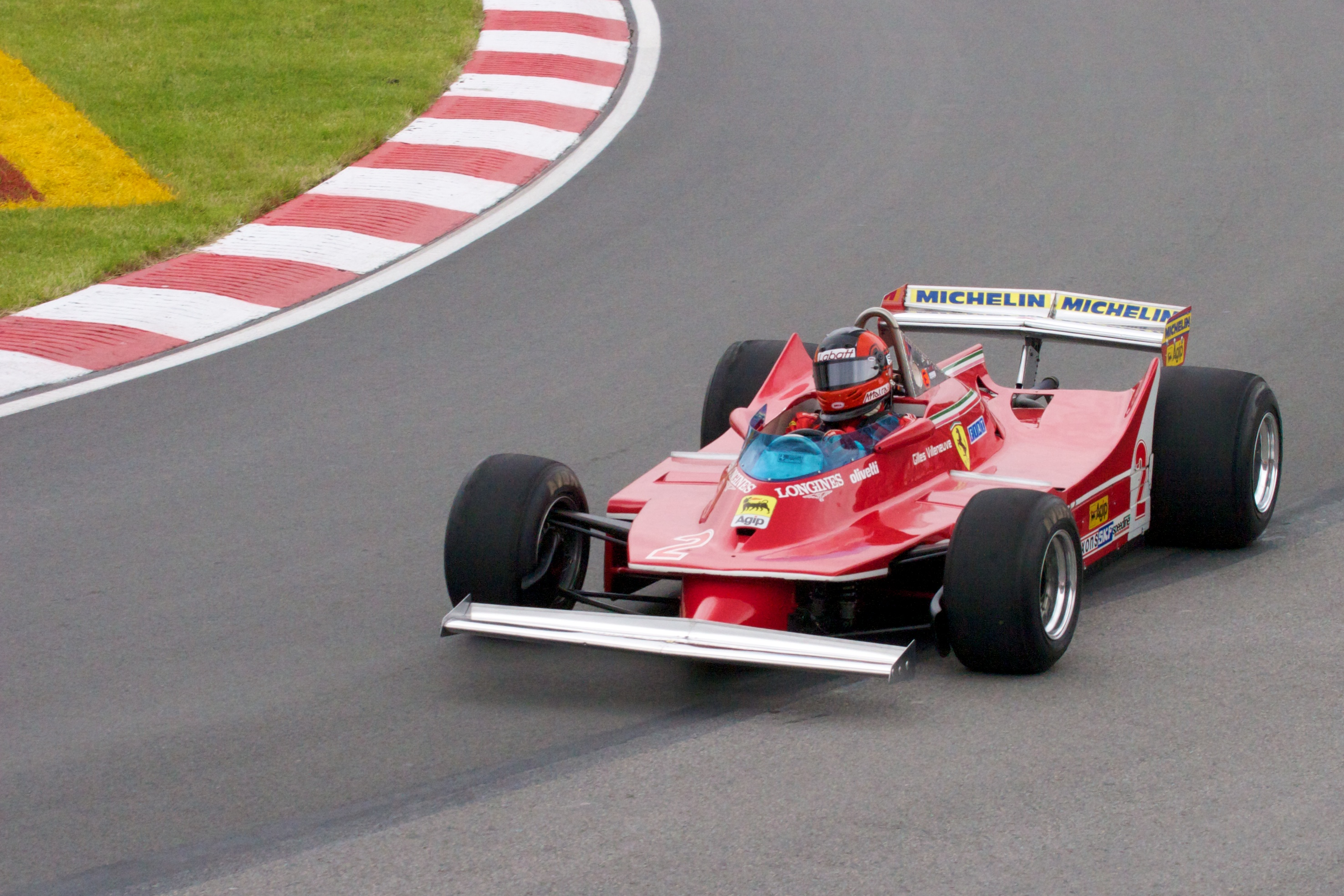
Ferrari 312T5 de Gilles Villeneuve.

El sexto título en el campeonato de constructores vendría en 1979 con Jody Scheckter y Gilles Villeneuve. Repetirían título en 1982 con Gilles Villeneuve y Didier Pironi, y en 1983 con Patrick Tambay y René Arnoux. El sudafricano Scheckter se adjudicó el título de pilotos en 1979 en su primera temporada en el equipo; sin embargo, a partir de ahí se iniciaría una larga sequía de más de 20 años sin que un piloto de Ferrari fuese campeón del mundo.

### 1980-1995: Pocos éxitos
Se logra el campeonato mundial de constructores en 1982 y 1983, ambos con neumáticos Goodyear. Sin embargo, fue una década de pocos resultados para la Scuderia, a pesar de tres subcampeonatos de pilotos (Didier Pironi en 1982, Michele Alboreto en 1985, y Alain Prost en 1990); sumadas a las muertes en 1982 de Gilles Villeneuve y en 1988 de su fundador Enzo Ferrari.
En 1989 llegó a la Scuderia Nigel Mansell, que ganó el primer Gran Premio que corrió (GP de Brasil), aunque solo pudo ser cuarto en el mundial.
En 1990, llegó Alain Prost, y Ferrari logró la victoria número 100 de su mano en el Gran Premio de Francia. El piloto francés resultó subcampeón en el mundial.
A principios de los años 1990, la Scuderia vivía uno de sus momentos más oscuros, de desorden y falta de resultados, en los que ni siquiera Alain Prost o Nigel Mansell conseguirían ningún título.
Por el equipo pasaron pilotos como Jean Alesi, Gerhard Berger o Ivan Capelli, que apenas lograron un par de victorias.

### 1996-2006: La era de Michael Schumacher
En 1996 llegó a la Scuderia el entonces bicampeón Michael Schumacher, junto con un equipo que reestructuraría la Scuderia: Jean Todt, Ross Brawn y Rory Byrne. En 1997 y 1998, Schumacher y Ferrari estuvieron cerca de lograr el título, pero terminaron en decepción, lo que acrecentaba el desespero de los fanáticos de la Scuderia. Pero desde 1999, año en el que Ferrari obtuvo su noveno campeonato mundial de constructores y el subcampeonato de pilotos de Eddie Irvine (Michael Schumacher había sufrido un fuerte accidente en el Gran Premio de Gran Bretaña que lo apartó durante meses de la competición), la Scuderia iniciaría una época de éxitos, en la que Schumacher se convertiría en el piloto más laureado de todos los tiempos.

Michael Schumacher, en 2000, ganaría el título mundial de pilotos y junto con Rubens Barrichello lograrían el campeonato de constructores para el equipo. Este triunfo se repetiría por cuatro años más consecutivos, en los que Ferrari dominó completamente, ganando el título de Pilotos y Constructores sin dar opción alguna a sus rivales. Fue sin duda la época dorada de la Scuderia, donde prácticamente era un equipo imbatible, aun teniendo ciertos altibajos en la temporada 2003. Las temporadas 2002 y 2004 se saldaron con un gran dominio de los italianos, que apenas cedieron un par de victorias a sus rivales por temporada, y dieron a la Scuderia varios récords, entre otros, en 2002 Schumi acabó todas las carreras en el podio, y en 2004, logró el mayor número de victorias en una temporada (13), posteriormente igualado por Sebastian Vettel y superado por Max Verstappen (15)

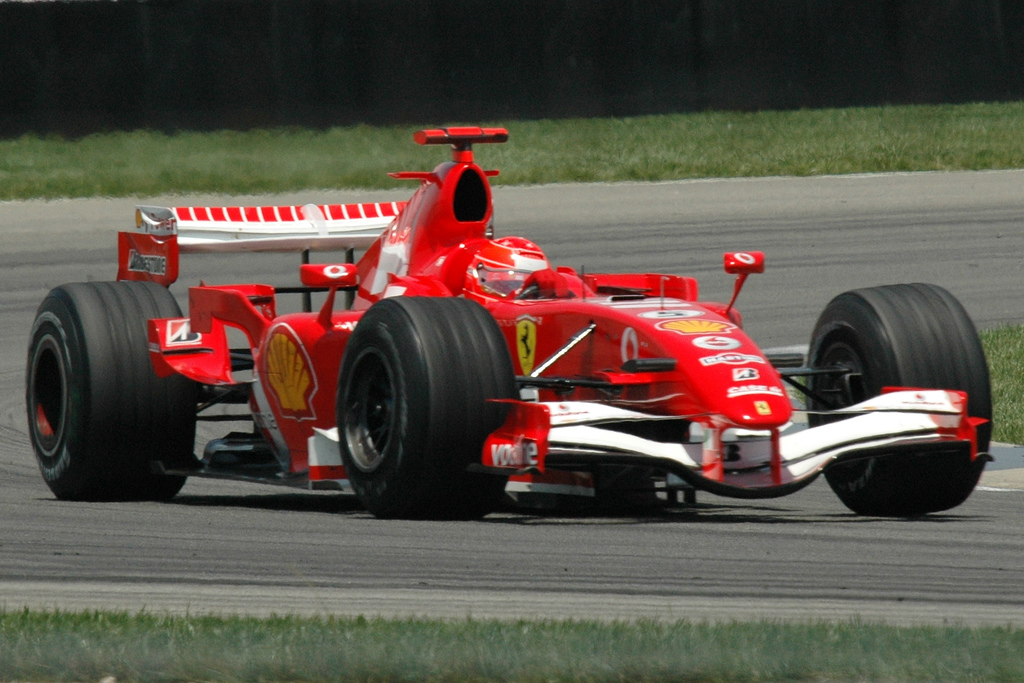
Michael Schumacher ganó 5 campeonatos con la Scuderia.

En 2005, Ferrari sufrió con el cambio de reglamento y no estuvo en condiciones de defender sus coronas, siendo superado por los McLaren y los Renault. Pero en 2006, la Scuderia regresa con fuerza y pelea con Renault y Fernando Alonso por los dos títulos; lucha que terminaría con victoria para Renault y Alonso, y la creación de la histórica rivalidad de Schumacher y Fernando.
En 2006, Schumacher, el piloto con más títulos de la historia de la Fórmula 1, anuncia su retirada de la competición a finales de año, con lo que la Scuderia contrataría en su reemplazo al piloto de McLaren Kimi Räikkönen, que haría dupla con el brasileño Felipe Massa desde 2007. Schumacher estuvo cerca de llevarse su octavo título, pero finalmente perdió el mundial por 13 puntos; mientras que Renault se impuso por solo 4 puntos en constructores. Junto con Michael, también confirmó su marcha el arquitecto de muchas de las victorias de Ferrari, Ross Brawn; mientras el jefe de diseño Rory Byrne, anuncia su retirada, seguido por el jefe de motores de la Scuderia Paolo Martinelli. Jean Todt pasaba a ser CEO de Ferrari.

### 2007-2009: Räikkönen campeón y retroceso
A pesar de la pérdida de este gran equipo de trabajo, en 2007, Kimi Räikkönen gana el Campeonato de Pilotos por solo un punto tras una intensa pugna con los pilotos de McLaren Lewis Hamilton y Alonso. En 2008, Felipe Massa lucharía por el título hasta la última carrera, y el campeonato se decidió en la última curva del Gran Premio de Brasil, en el que Massa pierde el título por un solo punto frente a Lewis Hamilton. Aun así, Ferrari ganó el título de constructores de ese año.
En 2009, Ferrari se ve sorprendida por escuderías como Brawn GP y posteriormente Red Bull, quienes con el doble difusor fueron intratables en todo el año. La Scuderia sufrió uno de los peores arranques de temporada de su historia; aunque a partir de la 5.ª carrera mejoró las prestaciones de su F60 y finalmente pudo terminar en cuarto lugar en el campeonato de constructores, logrando una sola victoria en el Gran Premio de Bélgica. A finales del año, Kimi Räikkönen anuncia su partida del equipo para participar en el Campeonato Mundial de Rally, ya que el equipo italiano había contratado a Fernando Alonso por tres años.

### 2010-2014: Los años de Fernando Alonso

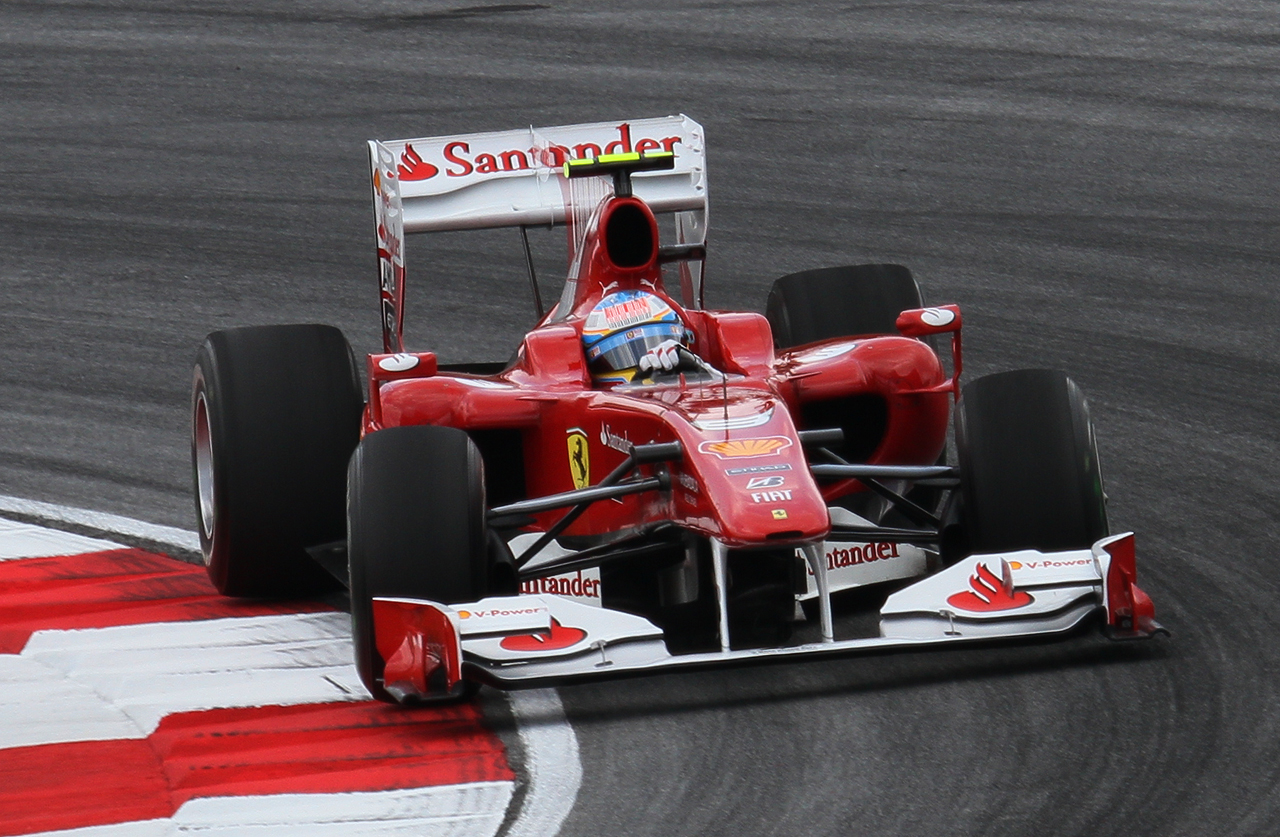
Fernando Alonso se convirtió en piloto de Ferrari en 2010.

El año 2010 empieza con grandes expectativas después de la incorporación al equipo del bicampeón español Fernando Alonso, y el potencial del Ferrari F10, que lograría victorias en los Grandes Premios de Baréin (fue su primera carrera con Ferrari, con lo que igualó a Mario Andretti, Nigel Mansell y Kimi Räikkönen, que también debutaron con victoria en la Scuderia), Alemania, Italia (victoria en casa que no se conseguía desde 2006 con Michael Schumacher), Singapur (partiendo desde la pole position, la segunda del año para Ferrari) y Corea. Tras una fantástica segunda parte de la temporada, Alonso llegaría líder con 8 puntos de ventaja a la última carrera del año, pero finalmente perdería el mundial por 4 puntos ante Sebastian Vettel. En su primer año con Ferrari, Alonso lograría ser subcampeón.
El 2011 comienza con una pretemporada exitosa, los pilotos serían nuevamente Fernando Alonso y Felipe Massa, que competirían con el Ferrari 150º Italia, nombre dado al monoplaza en honor a los 150 años de la unificación italiana. Los resultados en los primeros Grandes Premios resultaron decepcionantes, donde los dominadores eran claramente Red Bull y McLaren. No fue hasta el GP de Turquía Ferrari lograría el primer podio del año, con un discreto tercer lugar. En el GP de España, la Scuderia, tras obrar el milagro en una calificación muy dura (el alerón posterior fue declarado ilegal por la FIA debido a que "era contra el espíritu del reglamento"), obtiene la cuarta y octava plaza para la carrera. En una salida trepidante, el Ferrari 150.º Italia de Fernando Alonso pasaba de la cuarta a la 1.ª posición, dominando este el Gran Premio hasta la vuelta 20. Pero a partir de ese momento, se vieron claramente las carencias del monoplaza de esta temporada: Alonso únicamente pudo terminar quinto y con vuelta perdida, mientras que Felipe tuvo que retirarse por problemas con el embrague. Como consecuencia de estos pobres resultados, con un solo podio en los 5 primeros GGPP, los de Maranello decidieron que era hora de una reestructuración: El 24 de mayo, renunciaría a su puesto el hasta entonces director técnico de la Scuderia Aldo Costa, de modo que el chasis queda a cargo de Pat Fry. La temporada fue bastante decepcionante para el equipo, ya que solo logró una victoria y sus prestaciones estuvieron lejos de las de Red Bull y McLaren. El monoplaza no logró ninguna pole y tuvo muchos problemas para calentar los neumáticos duros.
Para 2012, Ferrari quiere volver a ganar tras cuatro años sin hacerlo y para ello continúa con la reestructuración en su departamento técnico iniciada el año anterior. Se realizaron nuevas incorporaciones como las de Steve Clark o Hirohide Hamashima, anunciando un enfoque más agresivo en el diseño del coche. El inicio de temporada no fue el deseado y el coche mostró estar lejos de sus rivales, pese a lograr una victoria en condiciones climáticas variables en Malasia. Sin embargo, las mejoras incorporadas al monoplaza funcionan y Alonso consigue ponerse líder del mundial mediada la temporada, tras una épica victoria en Valencia. Tras encadenar varios podios y afianzar el liderato, en buena medida por las retiradas de su máximo rival, Alonso es embestido por Romain Grosjean en Bélgica y sufre un toque con Kimi Räikkönen en Japón. Ambos incidentes le obligan a retirarse en dichas carreras, lo que unido a la mejora del Red Bull hace que pierda el liderato frente a Sebastian Vettel en el Gran Premio de Corea. A pesar del esfuerzo de Ferrari y de Alonso, Vettel y Red Bull se proclamaron campeones nuevamente; pero en contrapartida, la Scuderia conservó el segundo puesto en el mundial de constructores.
El 5 de diciembre de 2012 los editores de la página de internet F1 al día colocan a Ferrari como el quinto mejor equipo de F1 del 2012. Según el portal de la web los editores votaron y puntuaron a los equipos basándose exclusivamente en su forma de trabajar, tanto en la pista como en la fábrica, así como de cara a los medios de comunicación, dejando a un lado los éxitos durante el año, es decir, la forma de trabajar como equipo y encajando cada una de las distintas piezas de la estructura.
El 2013 comenzaba con un escenario radicalmente distinto al de los dos años anteriores, cuando Ferrari no tenía un coche competitivo al arrancar la temporada. El F138 era veloz, como lo demuestran el 2.º y el 4.º lugar conseguidos en la primera carrera, el GP de Australia. Esas buenas sensaciones se concretaron con dos victorias en las 5 primeras carreras (Shanghái y Barcelona), aunque un fallo estratégico en Malasia y un problema mecánico en Baréin evitaron que Alonso lograra más puntos. Pero a partir de ahí, la escudería perdió impulso y se quedó atrás con respecto a los competidores, ya que las nuevas piezas no funcionaban, superando el ecuador del año a bastante distancia de Vettel y Red Bull. Superado el GP de Singapur sin poder revertir la situación, Ferrari confirmó que pasaba a concentrarse en la próxima temporada. Finalmente, la Scuderia terminó en tercer lugar en el campeonato de constructores.
Ferrari presentó su nuevo coche para 2014, el F14 T, el 25 de enero. Räikkönen regresa al equipo para ser compañero de Alonso. La pretemporada arroja algunos datos esperanzadores, pero el equipo llega a Australia y solo obtiene un 4.º y un 7.º puesto. Después del GP de Baréin, donde los monoplazas de Maranello mostraron unas prestaciones muy bajas y a duras penas pudieron sumar 3 puntos, Stefano Domenicali dimitió como jefe de equipo, siendo relevado por Marco Mattiacci. En la carrera siguiente (China), Fernando Alonso logró el primer podio de la temporada, terminando 3.º. El mejor resultado de la temporada llegó en el GP de Hungría, donde Fernando Alonso terminó 2.º tras a una arriesgada estrategia con la lluvia como protagonista.
En septiembre de 2014, Luca Cordero di Montezemolo dimite como presidente de la Scuderia Ferrari y Sergio Marchionne es quien ocupa su puesto.

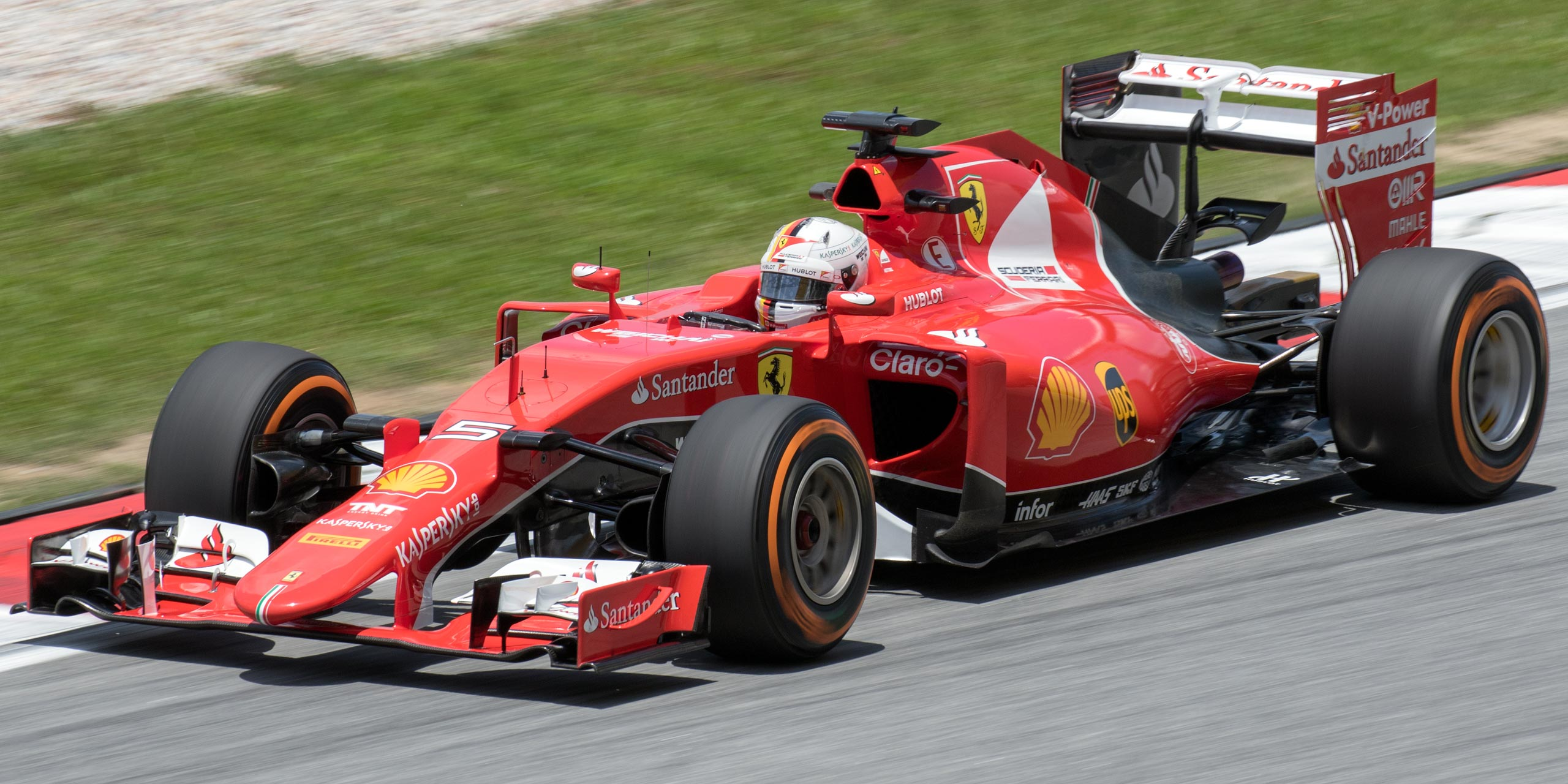
Sebastian Vettel llegó a Ferrari en 2015.

En noviembre de ese año, Ferrari confirma la llegada de Sebastian Vettel como nuevo piloto a partir de 2015, sustituyendo a Alonso. Cuatro días después, una vez concluida la temporada sin una sola victoria por primera vez desde 1993, también se anuncia que Maurizio Arrivabene será el nuevo director deportivo de la escudería, sustituyendo a Marco Mattiacci. Arrivabene continuó con la revolución en Maranello, despidiendo a Pat Fry y Nicholas Tombazis.

### 2015-2020: La etapa de Sebastian Vettel
En 2015, Ferrari protagoniza un gran inicio, con un podio de Vettel en el GP de Australia, y el piloto alemán logra la primera victoria para la Scuderia desde España 2013 en el GP de Malasia. Así, la marca italiana comienza el año con la 2.ª posición en constructores y con Vettel 2.º y Raikkonen 5.º en el de pilotos, firmando el mejor arranque de temporada desde 2010, cuando lideraban ambos campeonatos en la segunda fecha del campeonato. En esta temporada, Ferrari da un notable salto de calidad, pasando de ser el 4.º equipo al 2.º, y el único capaz de arrebatar victorias a Mercedes.
Para el 2016, Ferrari muestra un inicio alentador al superar a los autos de Nico Rosberg y Lewis Hamilton en la salida del GP de Australia y mantener el 1-2 con sus pilotos, Sebastian Vettel y Kimi Räikkönen por algunas vueltas, sin embargo a lo largo de la carrera serían superados por los Mercedes. A partir de ahí, la Scuderia no demostró algún progreso significativo en cuanto a rendimiento, y a pesar de los 7 podios conseguidos por Vettel y los 4 de Räikkönen, se vieron superados durante la temporada por Red Bull Racing con Daniel Ricciardo y Max Verstappen, cayendo así al 3.er lugar en el campeonato de constructores, con Vettel 4.º y Räikkönen 6.º en el de pilotos.
En el 2017 la Scuderia sorprendió ganando junto a Sebastian Vettel la primera carrera del año, el GP de Australia y colocándose líder del campeonato. A partir de entonces Vettel no bajo del podio consiguiendo otras dos victorias en el GP de Baréin y el Gran Premio de Mónaco donde el y su compañero, Kimi Räikkönen fueron 1.º y 2.º. Desde aquí no volverían a ganar hasta el Gran Premio de Hungría consiguiendo ser nuevamente 1.º y 2.º. Así Vettel termina la primera parte de la temporada como líder del campeonato de pilotos, sin embargo no conseguirían mantenerse líderes en el de constructores ante los Mercedes. No obstante, Vettel no logró mantener el liderato del Campeonato de Pilotos tras sendos abandonos en el GP de Singapur y GP de Japón, además de tener que salir último en el GP de Malasia por un fallo de motor, terminando finalmente subcampeón, mientras su compañero, Kimi Räikkönen, fue cuarto. En el campeonato de constructores, la Scuderia acabó en segunda posición.
En el 2018, el equipo empezó bien, logrando un doble podio en el GP de Australia, con la victoria de Sebastian Vettel y el tercer puesto de Kimi Räikkönen. A Mitad de temporada Vettel abandonaría en el GP de Alemania y Lewis Hamilton recuperaría el liderato. Finalmente en el Gran Premio de México, como en 2017, Hamilton sería campeón. En la siguiente carrera, el piloto finés obtendría su primera victoria en la vuelta al equipo, y la primera desde 2013. Este campeonato terminaría nuevamente con Ferrari escoltando al equipo germano en el mundial de constructores, y sobre Red Bull.
Para la temporada 2019, la Scuderia intercambia con Sauber a Kimi Räikkönen con el piloto monegasco Charles Leclerc. Sebastian Vettel partía como primer piloto, pero la velocidad de Leclerc en las primeras carreras del campeonato hizo que aumentase la tensión interna en el equipo debido a la prioridad que le dio el equipo al piloto alemán. Problemas de motor y de degradación de los neumáticos negaron a Leclerc su primera victoria en Baréin y Austria respectivamente, llegando finalmente en el Gran Premio de Bélgica. A esta victoria le seguirían dos más de manera consecutiva, pues el piloto monegasco repetiría en Monza y Vettel lograría subirse a lo más alto del podio en Singapur, tras hacerle un undercut a su compañero de equipo. Finalizan la temporada en segunda posición del campeonato de constructores con 504 puntos.
El 23 de diciembre de 2019, Ferrari anuncia la renovación de Charles Leclerc hasta el final de 2024. Sin embargo, no llegan a un acuerdo de renovación con Vettel, y el 12 de mayo de 2020 se anuncia que el piloto alemán no renovará con la escudería italiana. El 14 de mayo se anuncia que el piloto español Carlos Sainz será su sustituto a partir del 2021.
En pretemporada, Ferrari hizo historia con su acuerdo secreto con la FIA por sus investigaciones con el motor del año pasado, y más tras su pésima pretemporada. Pero la gran sorpresa llegó en plena cuarentena cuando Sebastian Vettel anunció que no renovaba con el equipo. Dos días después, se anunció que Carlos Sainz sería su sustituto a partir de 2021.
Aun así, el SF1000, bautizado por ser la temporada en la que el equipo celebrará su Gran Premio 1000, se ha considerado como el chasis más lento de la parrilla: en 17 carreras terminaron sextos en el mundial 131 puntos, siendo el GP de Bélgica de 2020 la primera carrera desde Gran Bretaña 2010 en donde terminaban fuera de los puntos.

### 2021-2024: Leclerc y Sainz Jr.
El asiento de Sebastian Vettel fue ocupado por Carlos Sainz Jr.. Ferrari consiguió una importante mejora de rendimiento, logrando el tercer puesto en el campeonato de constructores. Sainz logró cuatro podios a lo largo de la temporada, mientras que Leclerc logró dos pole positions y un podio.

### 2025: fichaje de Lewis Hamilton
El 1 de febrero de 2024, se anunció la salida de Sainz del equipo después de cuatro temporadas. Su reemplazante para 2025 será Lewis Hamilton, quien dejará sorpresivamente a los rivales de Ferrari, Mercedes.

## Suministrador de motores
Ferrari siempre ha producido los motores para sus propios monoplazas de Fórmula 1, y también ha suministrado motores a otros equipos. Previamente, Ferrari proporcionaba sus motores para Minardi (1991), Scuderia Italia (1992-1993), Sauber (1997-2005 con motores llamados Petronas, y 2010-2018), Prost (2001, llamados Acer), Red Bull (2006), Spyker (2007) Force India (2008), Toro Rosso (2007-2013, 2016) y Marussia (2014-2015). En la temporada 2024 provee motores a Haas y Kick Sauber.
Fuera de sus chasis, Ferrari ha ganado solamente un Gran Premio; el de Italia 2008 con Toro Rosso.

## Nombres oficiales
- 1950-1960: Scuderia Ferrari.
- 1961-1989: Scuderia Ferrari SpA SEFAC.
- 1990-1996: Scuderia Ferrari SpA.
- 1997-2011: Scuderia Ferrari Marlboro.
- 2011-2019: Scuderia Ferrari. (a partir del Gran Premio de Gran Bretaña de 2011 se eliminó la sección 'Marlboro' del nombre de la Scuderia)[73]
- 2019-2021: Scuderia Ferrari Mission Winnow (excepto en Grandes Premios donde el país en el que se disputa la carrera, prohíbe el tabaco en publicidad deportiva, en esos casos se denomina Scuderia Ferrari).
- 2021-2024: Scuderia Ferrari.
- 2024-: Scuderia Ferrari HP (desde el Gran Premio de Miami de 2024).[74]

## Patrocinio

### Enzo Ferrari y su oposición contra el patrocinio deportivo
Enzo Ferrari siempre fue reacio a los patrocinadores en sus propios autos,sin embargo desde 1977, los monoplazas de la Scuderia llevaron el logotipo de FIAT, ya que la marca de autos de Turín ya había integrado a Ferrari a su grupo en 1969, y para 1980 Ferrari ya llevaba calcomanías de sus principales socios técnicos, como Magneti Marelli, Brembo y Agip.

### Aparece Philip Morris con su marca Marlboro
En 1984 la tabacalera de Carolina del Norte, EE. UU. Philip Morris International trae consigo su marca Marlboro para ofrecer un acuerdo de patrocinio, ellos acordaron que patrocinarían a la Scuderia Ferrari con el objetivo de pagar el sueldo de los pilotos. Enzo con su personalidad tosca aceptó solo si ellos cumplían con su condición personal, que los logotipos de la tabacalera aparecieran en tamaño postal. Luego de la muerte de "Il Commendatore" ("El Comandante" en italiano, como lo apodaban a Enzo Ferrari). Marlboro empezó a ganar cada vez más visibilidad, y en 1993 pasó de ser un patrocinador secundario a uno principal, y en 1997, un año después del fichaje del piloto alemán Michael Schumacher, el equipo oficialmente cambia su nombre a Scuderia Ferrari Marlboro, firmando un acuerdo de exclusividad con la tabacalera estadounidense (sin contar el patrocinio personal de Pedro Diniz, piloto de Arrows en 1997). Como consecuencia de este acuerdo, Mclaren y Marlboro terminaron una relación que había empezado en 1974 (22 años), tenía que lograr un nuevo patrocinio con una tabacalera rival, la cual decidió patrocinar a Mclaren a través de sus cigarillos West, utilizando una librea negra y plateada de los West Lights.

### Scuderia Ferrari Marlboro y últimos días del patrocinio explícito
El patrocinio exclusivo coincidió con la Unión Europea cada vez más restrictiva a la hora de patrocinar equipos en competiciones deportivas. Incluso en EE UU. ya había una ley antitabaco teniendo en cuenta la prohibición total del patrocinio del mismo para 2007, desde finales de 1997 la Tobacco Master Settlement Agreement decretó que las tabacaleras solo podrían patrocinar a un solo equipo en una sola competición deportiva. Esto explica por qué Marlboro solo patrocinó a Team Penske en las CART World Series y posteriormente en las IndyCar Series (Indy Racing League desde 1996 hasta 2002), mientras que equipos como Ferrari y Jordan no podían usar sus respectivos logotipos de Marlboro y Benson & Hedges (marca registrada por Philip Morris en EE. UU.). Cuando el Gran Premio de los Estados Unidos regresó para la Temporada 2000 de Fórmula 1, la ley del MSA ya había entrado en vigor, esto incluyó también al Gran Premio de Estados Unidos de Motociclismo, que regresó en 2006, Marlboro no podía patrocinar al equipo de fábrica de Ducati.
Para la Temporada 2006 de Fórmula 1, con cada vez menos países permitiendo la publicidad del tabaco, solo hubo 3 equipos para ese entonces. Scuderia Ferrari (Marlboro), Renault F1 Team (Mild Seven) y Honda Racing F1 (Lucky Strike), quien volvió a la F1 como constructor después de haber adquirido a BAR, ya que el equipo fue fundado por su propietario BAT.
En 2007 si bien esencialmente ningún equipo fue patrocinado por alguna marca de tabaco, la Scuderia Ferrari seguía siendo patrocinada por Marlboro, de tal forma que los logotipos explícitos solo aparecieron en los Grandes Premios de Baréin, Mónaco y China (en ese mismo orden según el calendario de esta temporada).
Finalmente si bien 2007 fue el último año en que el patrocinio de una tabacalera fue explícita durante una carrera de Gran Premio, el último GP con patrocinio explícito fue el de Baréin en 2008, ya que este mismo solo contó con los logotipos reales hasta la sesión de clasificación, lo que hizo que Felipe Massa cruzara la línea de meta logrando la pole con su monoplaza utilizando el código de barras, lo que finalmente se convirtió en la última victoria para el tabaco en la Fórmula 1.

### Del código de barras al nuevo logotipo presentado en 2011
Desde 2005 Ferrari utilizó un código de barras para ocultar su patrocinador principal, pero desde 2007 empezaría a verse en casi todas las carreras tras ser modificado ese año, sin embargo esto no duraría mucho ya que para el Gran Premio de España de 2010 se detectó el motivo detrás del código de barras, y se decidió correr con un rectángulo rojo con bordes blancos en dicho GP. Según dijo un portavoz del Comisario Europeo de Salud Pública afirmó que el 'código de barras' tanto en la tapa del motor como en los uniformes de los pilotos de Ferrari Fernando Alonso y Felipe Massa podría interpretarse como un medio de recordar sutilmente a los observadores sobre los cigarrillos PallMall.
Después de eso Ferrari corrió con la tapa de motor en blanco, excepto en el Gran Premio de Turquía de 2010, ya que esa era el 800° Gran Premio puntuable para la Scuderia, y el Cavallino Rampante decidió celebrar con una calcomanía del evento en la tapa de motor, reemplazando efectivamente al código de barras, al menos una vez más.
Para la temporada 2011 el equipo de Maranello decidió cambiar oficialmente su nombre a Scuderia Ferrari, de tal forma de Marlboro dejó de ser el title sponsor de la escuadra italiana, sin embargo, Philip Morris decidió seguir patrocinando a Ferrari, presentando un nuevo logotipo para la Scuderia.
En noviembre de 2014 asume Maurizio Arrivabene como nuevo director deportivo de la Scuderia Ferrari, anteriormente a eso había sido vicepresidente de marketing de Philip Morris desde 2011.
El nuevo logotipo duró hasta 2017, hasta eso desde 2010 la Scuderia había sido patrocinada por Santander, otra razón por la cual los monoplazas eran rojos y blancos, y al finalizar la temporada, el banco español abandonó el equipo con el objetivo de patrocinar LaLiga (anteriormente Liga BBVA) y la UEFA Champions League, en cuanto al fútbol, Santander ya estaba patrocinando la Copa Libertadores.

### La última sorpresa de Philip Morris y el proyecto 'Mission Winnow'
La Scuderia Ferrari comenzó la temporada 2018 con una ausencia notable de patrocinadores, sin la presencia del Banco Santander por los motivos anteriormente mencionados, el monoplaza de esta temporada, el SF71H se convirtió en el primer auto completamente rojo de la escudería desde el F2008, el cual compitió exactamente 10 años atrás. Sin embargo, Ferrari y Philip Morris dieron la sorpresa para las últimas carreras de la temporada. En el Gran Premio de Japón de 2018, Ferrari agregó los nuevos logotipos del proyecto 'Mission Winnow' de Philip Morris International al automóvil y a la ropa del equipo. Aunque Mission Winnow se describe como una marca que no son tabaco "dedicado a la ciencia, la tecnología y la innovación", comentaristas como Richard Williams de The Guardian han señalado que los logotipos incorporan elementos cuyas formas imitan el diseño icónico paquete de cigarrillos Marlboro.
Anteriormente se creía que Philip Morris mostraría su submarca de Marlboro, Iqos. No sería publicidad subliminal, sino real, ya que serían logotipos explícitos de una marca de cigarrillos electrónicos pero eso no se había confirmado del todo.

### Mission Winnow y los intentos de colarse en el "Gran Circo"
Al principio Mission Winnow competiría en el Gran Premio de Australia de 2019 (primer GP de la temporada),de hecho, el equipo oficialmente cambió su nombre a Scuderia Ferrari Mission Winnow. Sin embargo, el gobierno australiano estaba investigando a Mission Winnow por supuestamente violar la ley antitabaco del país, ya que argumentaron que el logotipo se parecía al de Marlboro. Al final eso se arregló con un logotipo 90 Years, ya que esto coincidió con el 90° aniversario de la fundación de la Scuderia Ferrari. Lo mismo ocurrió con Mclaren y A Better Tomorrow (nuevo patrocinador para 2019), un proyecto similar a Mission Winnow, pero de British American Tobacco, teniendo que reemplazar los logotipos con los de la tienda de conveniencia estadounidense 7-Eleven.
El debut de ambos patrocinadores se produjo finalmente en el Gran Premio de Baréin de 2019 (segundo GP de la temporada). Desde entonces Ferrari solo usa los logotipos de Mission Winnow en los países donde esto se permite, en 2020 no se utilizaron los logotipos en ningún Gran Premio, la única librea diferente en toda la temporada fue la del Gran Premio de la Toscana de 2020 (Gran Premio puntuable número 1000 en la historia de la Scuderia), ya que la escuadra de Maranello decidió celebrar sus 1000 Grandes Premios de historia con un tono de rojo más oscuro que recuerda al 375 F1 que participó en el Gran Premio de Mónaco de 1950 (segundo GP puntuable de F1 y primero para la Scuderia Ferrari). Antes del comienzo de la temporada 2020, Ferrari había recibido una amenaza de la CODACONS italiana, argumentando que confiscarían su monoplaza SF1000 por supuestas violaciones a la ley antitabaco promulgada en la Unión Europea. Para 2021 la Scuderia Ferrari presentó su versión 2021 de su monoplaza anterior, llamada SF21. La presentación se realizó en la sede central de Ferrari, en Maranello, Italia, el monoplaza tenía los logotipos de Mission Winnow de color verde, fue un cambio que Philip Morris realizó a último momento.
En 2021, en la web del proyecto aseguran que Mission Winnow es una iniciativa "para demostrar nuestro compromiso continuo con la innovación y el desarrollo de nuevas soluciones que puedan implicar cambios positivos para la sociedad".
"Mission Winnow articula cómo estamos transformando nuestro negocio a través de la ciencia y adoptando una nueva manera de pensar y explorar cada opción de crear un futuro mejor. Tomamos los mejores elementos, los refinamos y los mejoramos", añaden.

### HP
Desde mayo de 2024, la empresa informática HP es patrocinador principal de la Scuderia, ocupando el lugar de Marlboro, tras dos años sin la presencia de Philip Morris en Ferrari.

### Otros patrocinadores históricos
Además de Philip Morris International (primero Marlboro y luego Mission Winnow) otro patrocinador histórico fue la petrolera holandesa Shell, incluso antes de las libreas de patrocinadores, Ferrari y Shell tienen historia desde la fundación de la marca de autos de calle (1947). Dicha relación ha existido desde 1947 (1950, primera temporada de F1) hasta 2024 (temporada en curso), excepto entre 1974 y 1995, cuando el equipo fue patrocinado por Agip, la petrolera nacional de Italia. El cambio se puede notar entre el 312 B3 (1973 con Shell) y el 312 B3-74 (1974 con Agip).

## Sports prototipos y gran turismos
Ferrari compitió oficialmente en el Campeonato Mundial de Resistencia, donde ha obtenido múltiples títulos de constructores en las distintas clases.
Al finalizar la temporada 1973, Ferrari dejó de competir oficialmente en sport prototipos. A mediados de la década de 1980 desarrolló el Ferrari 288 GTO Evoluzione, homologado para el Grupo B, pero nunca llegó a competir. El Ferrari F40 de 1987 también se utilizó en competición aunque con preparaciones privadas.
Ferrari volvió a construir un prototipo en 1993, el Ferrari 333 SP, que se destacó en el Campeonato IMSA GT y luego el Campeonato de la FIA de Sport Prototipos, siempre por parte de equipos privados.
En 1996 desarrolló una versión GT1 del Ferrari F50, pero nunca compitió. A partir de 2000, Ferrari ha desarrollado versiones de competición del Ferrari 360, Ferrari F430 y actualmente la Ferrari 458, que han competido en el Campeonato Mundial de Resistencia, la American Le Mans Series, el United SportsCar Championship y la Blancpain Endurance Series entre otros.
En 2023, Ferrari volverá al Campeonato Mundial de Resistencia con el Ferrari 499P.

## Monoplazas

### Fórmula 1
La siguiente galería muestra los diferentes modelos utilizados por Ferrari a lo largo de toda su trayectoria deportiva. En la misma, algunos modelos están representados genéricamente, ya que varios de ellos fueron reutilizados, y presentados como evoluciones de los modelos originales.
|                       |
| Ferrari 125 F1 (1950) |

|                       |
| Ferrari 375 F1 (1951) |

|                         |
| Ferrari 500 (1952-1953) |

|                           |
| Ferrari 553/555 (1954-55) |

|                       |
| Ferrari D50 (1956-57) |

|                          |
| Ferrari 246 F1 (1958-60) |

|                       |
| Ferrari 156 (1961-64) |

|                            |
| Ferrari 158/1512 (1964-65) |

|                       |
| Ferrari 312 (1966-69) |

|                        |
| Ferrari 312B (1970-71) |

|                         |
| Ferrari 312B2 (1971-73) |

|                      |
| Ferrari 312B3 (1973) |

|                            |
| Ferrari 312B3-74 (1974-75) |

|                     |
| Ferrari 312T (1975) |

|                         |
| Ferrari 312T2 (1976-77) |

|                      |
| Ferrari 312T3 (1978) |

|                      |
| Ferrari 312T4 (1979) |

|                      |
| Ferrari 312T5 (1980) |

|                      |
| Ferrari 126CK (1981) |

|                      |
| Ferrari 126C2 (1982) |

|                      |
| Ferrari 126C3 (1983) |

|                      |
| Ferrari 126C4 (1984) |

|                       |
| Ferrari 156/85 (1985) |

|                      |
| Ferrari F1/86 (1986) |

|                      |
| Ferrari F1/87 (1987) |

|                          |
| Ferrari F1/87/88C (1988) |

|                    |
| Ferrari 640 (1989) |

|                    |
| Ferrari 641 (1990) |

|                    |
| Ferrari 642 (1991) |

|                    |
| Ferrari 643 (1991) |

|                     |
| Ferrari F93A (1993) |

|                       |
| Ferrari 412 T1 (1994) |

|                       |
| Ferrari 412 T2 (1995) |

|                     |
| Ferrari F310 (1996) |

|                      |
| Ferrari F310B (1997) |

|                     |
| Ferrari F300 (1998) |

|                     |
| Ferrari F399 (1999) |

|                        |
| Ferrari F1-2000 (2000) |

|                      |
| Ferrari F2001 (2001) |

|                      |
| Ferrari F2002 (2002) |

|                         |
| Ferrari F2003-GA (2003) |

|                      |
| Ferrari F2004 (2004) |

|                      |
| Ferrari F2005 (2005) |

|                       |
| Ferrari 248 F1 (2006) |

|                      |
| Ferrari F2007 (2007) |

|                      |
| Ferrari F2008 (2008) |

|                    |
| Ferrari F60 (2009) |

|                    |
| Ferrari F10 (2010) |

|                     |
| Ferrari F150 (2011) |

|                      |
| Ferrari F2012 (2012) |

|                     |
| Ferrari F138 (2013) |

|                      |
| Ferrari F14 T (2014) |

|                       |
| Ferrari SF15-T (2015) |

|                       |
| Ferrari SF16-H (2016) |

|                      |
| Ferrari SF70H (2017) |

|                      |
| Ferrari SF71H (2018) |

|                     |
| Ferrari SF90 (2019) |

|                       |
| Ferrari SF1000 (2020) |

|                     |
| Ferrari SF21 (2021) |

|                      |
| Ferrari F1-75 (2022) |

|                      |
| Ferrari SF-23 (2023) |

|                      |
| Ferrari SF-24 (2024) |

## Campeonato de pilotos
Estos son los pilotos que han ganado el mundial de Fórmula 1 con el equipo Ferrari. Michael Schumacher, con 5, es el piloto que más títulos tiene con la Scuderia (obtuvo otros 2 más con la escudería Benetton para un total de 7 títulos).
| Año  | Piloto             | Carreras | Victorias | Puntos |
| ---- | ------------------ | -------- | --------- | ------ |
| 1952 | Alberto Ascari     | 8        | 6         | 53.5   |
| 1953 | Alberto Ascari     | 9        | 5         | 47     |
| 1956 | Juan Manuel Fangio | 8        | 2         | 29     |
| 1958 | Mike Hawthorn      | 11       | 1         | 44     |
| 1961 | Phil Hill          | 8        | 2         | 38     |
| 1964 | John Surtees       | 10       | 2         | 40     |
| 1975 | Niki Lauda         | 14       | 5         | 64.5   |
| 1977 | Niki Lauda         | 17       | 3         | 72     |
| 1979 | Jody Scheckter     | 15       | 3         | 51     |
| 2000 | Michael Schumacher | 17       | 9         | 108    |
| 2001 | Michael Schumacher | 17       | 9         | 123    |
| 2002 | Michael Schumacher | 17       | 11        | 144    |
| 2003 | Michael Schumacher | 16       | 6         | 93     |
| 2004 | Michael Schumacher | 18       | 13        | 148    |
| 2007 | Kimi Räikkönen     | 17       | 6         | 110    |

## Resultados

### Pilotos
| Pilotos               | Carreras | Victorias | Poles | VR | Podios | Puntos | Títulos |
| --------------------- | -------- | --------- | ----- | -- | ------ | ------ | ------- |
| Michael Schumacher    | 180      | 72        | 58    | 53 | 116    | 1066   | 5       |
| Kimi Räikkönen        | 151      | 10        | 7     | 23 | 52     | 1080   | 1       |
| Felipe Massa          | 139      | 11        | 15    | 14 | 36     | 789    | 0       |
| Charles Leclerc       | 137      | 8         | 26    | 7  | 48     | 1411   | 0       |
| Sebastian Vettel      | 118      | 14        | 12    | 14 | 55     | 1400   | 0       |
| Rubens Barrichello    | 102      | 9         | 11    | 15 | 55     | 412    | 0       |
| Gerhard Berger        | 96       | 5         | 7     | 9  | 24     | 182    | 0       |
| Fernando Alonso       | 96       | 11        | 4     | 8  | 44     | 1190   | 0       |
| Carlos Sainz Jr.      | 88       | 4         | 6     | 2  | 25     | 900.5  | 0       |
| Michele Alboreto      | 80       | 3         | 2     | 4  | 19     | 138.5  | 0       |
| Jean Alesi            | 79       | 1         | 1     | 2  | 16     | 121    | 0       |
| Clay Regazzoni        | 73       | 4         | 4     | 13 | 23     | 169    | 0       |
| Gilles Villeneuve     | 66       | 6         | 2     | 8  | 13     | 107    | 0       |
| Eddie Irvine          | 65       | 4         | 0     | 1  | 23     | 156    | 0       |
| Niki Lauda            | 57       | 15        | 23    | 12 | 32     | 242.5  | 2       |
| Jacky Ickx            | 55       | 6         | 11    | 11 | 16     | 121    | 0       |
| Mike Hawthorn         | 35       | 3         | 4     | 6  | 16     | 113.64 | 1       |
| Lorenzo Bandini       | 35       | 1         | 1     | 2  | 8      | 56     | 0       |
| Carlos Reutemann      | 35       | 5         | 2     | 2  | 13     | 90     | 0       |
| René Arnoux           | 32       | 3         | 4     | 4  | 11     | 79     | 0       |
| Nigel Mansell         | 31       | 3         | 3     | 6  | 11     | 75     | 0       |
| Stefan Johansson      | 31       | 0         | 0     | 0  | 6      | 49     | 0       |
| Phil Hill             | 30       | 3         | 6     | 6  | 16     | 96     | 1       |
| John Surtees          | 30       | 4         | 4     | 6  | 13     | 88     | 1       |
| Alain Prost           | 30       | 5         | 0     | 3  | 14     | 107    | 0       |
| Jody Scheckter        | 28       | 3         | 1     | 0  | 6      | 62     | 1       |
| Alberto Ascari        | 27       | 13        | 13    | 10 | 17     | 139    | 2       |
| Chris Amon            | 27       | 0         | 3     | 0  | 6      | 34     | 0       |
| Wolfgang von Trips    | 25       | 2         | 1     | 0  | 6      | 56     | 0       |
| Didier Pironi         | 25       | 2         | 2     | 3  | 6      | 48     | 0       |
| Peter Collins         | 23       | 3         | 0     | 0  | 9      | 47     | 0       |
| Patrick Tambay        | 21       | 2         | 4     | 1  | 8      | 65     | 0       |
| Giuseppe Farina       | 20       | 1         | 3     | 0  | 13     | 75.33  | 0       |
| Luigi Villoresi       | 20       | 0         | 0     | 1  | 8      | 43     | 0       |
| Maurice Trintignant   | 17       | 1         | 0     | 0  | 5      | 33.33  | 0       |
| Luigi Musso           | 15       | 1         | 0     | 1  | 5      | 32     | 0       |
| José Froilán González | 15       | 2         | 3     | 3  | 11     | 56.64  | 0       |
| Louis Rosier          | 15       | 0         | 0     | 0  | 0      | 0      | 0       |
| Ivan Capelli          | 14       | 0         | 0     | 0  | 0      | 3      | 0       |
| Piero Taruffi         | 13       | 1         | 0     | 1  | 4      | 32     | 0       |
| Mario Andretti        | 12       | 1         | 1     | 1  | 2      | 20     | 0       |
| Lewis Hamilton        | 14       | 0         | 0     | 0  | 0      | 79     | 0       |
| Arturo Merzario       | 11       | 0         | 0     | 0  | 0      | 7      | 0       |
| Eugenio Castellotti   | 11       | 0         | 0     | 0  | 2      | 13.5   | 0       |
| Richie Ginther        | 10       | 0         | 0     | 2  | 4      | 24     | 0       |
| Willy Mairesse        | 10       | 0         | 0     | 0  | 1      | 7      | 0       |
| Giancarlo Baghetti    | 8        | 1         | 0     | 1  | 1      | 14     | 0       |
| Pedro Rodríguez       | 8        | 0         | 0     | 0  | 0      | 6      | 0       |
| Olivier Gendebien     | 8        | 0         | 0     | 0  | 0      | 8      | 0       |
| Juan Manuel Fangio    | 7        | 3         | 6     | 4  | 5      | 33     | 1       |
| Peter Whitehead       | 7        | 0         | 0     | 0  | 1      | 4      | 0       |
| Tony Brooks           | 7        | 2         | 2     | 1  | 4      | 27     | 0       |
| Rudi Fischer          | 7        | 0         | 0     | 0  | 2      | 10     | 0       |
| Fuente:               |          |           |       |    |        |        |         |

- Negrita indica pilotos actuales.
- Pilotos con al menos 7 carreras.